# Радио Западной Сахары
Национальное радио Сахарской Арабской Демократической Республики (араб. الاذاعة الوطنية للجمهورية العربية الصحراوية الديمقراطية‎) — государственная общественная радиостанция в Западной Сахаре.

## История
Радио Западной Сахары начало вещание 28 декабря 1975 года вскоре после начала войны между Марокко и САДР. До этого западносахарские власти уже вели радиопередачи  под названием «Голос свободной Сахары» — в основном со станций в Алжире и Триполи. В первые месяцы существования радио из-за военного конфликта передачи вели из движущихся грузовых автомобилей, зона действия передатчиков была сильно ограничена. 28 февраля 1976 года в радиоэфире была провозглашена Сахарская Арабская Демократическая Республика.
В 1977 году началось студийное вещание. В конце 1978 года радиостанция увеличила мощность до 20 кВт, охватив сигналом не только Западную Сахару, но и Марокко, Алжир и часть Мавритании.
В 1991 году радиостанция увеличила мощность до 100 кВт, была построена 120-метровая трансляционная вышка.

## Современность
Сейчас радиостанция вещает на ультракоротких и коротких волнах — на частотах 1550 кГц (из лагеря западносахарских беженцев в алжирском вилайете Тиндуф) и 7460 кГц (из Бир-Лелу) на арабском и испанском языках. Передачи можно принимать в Северной Африке, Европе и Америке.  С 2006 года радиостанция вещает и в Интернете.
Формат вещания смешанный: в эфир выходят новости, политические, культурные и социальные программы, музыка.